# Steve Mould
Steve Mould (Gateshead, 5 oktober 1978) is een Britse youtuber, auteur en wetenschapspresentator die bekend staat om het maken van educatieve wetenschappelijke video's op zijn YouTube-kanaal.
Mould heeft op de Katholieke Sint Thomas More School gezeten, waarna hij natuurkunde gestudeerd heeft aan het Sint Hugh's College in Oxford. Mould woont in 2022 in Londen met zijn vrouw Lianne en hun kinderen.